# Ходжмън (окръг, Канзас)
Окръг Ходжмън (на английски: Hodgeman County) е окръг в щата Канзас, Съединени американски щати. Площта му е 2227 km², а населението - 2071 души. Административен център е град Джетмор.